# Ortodoxia Tewahedo
Ortodoxia Tewahedo é o nome geral e histórico da Igreja Ortodoxa Oriental no antigo Império Etíope, que mais tarde se tornaria a Igreja Ortodoxa Etíope Tewahedo, a Igreja Ortodoxa Eritreia Tewahedo, as denominações cristãs dominantes nos Estados sucessores da Etiópia e da Eritreia, respectivamente.
Até 1959, as Igrejas ortodoxas de Tewahedo faziam parte administrativamente da Igreja Ortodoxa Copta de Alexandria. Naquele ano, a Igreja Ortodoxa Etíope de Tewahedo recebeu autocefalia, e seu próprio patriarca, do Papa Cirilo VI de Alexandria.
Após a independência da Eritreia da Etiópia em 1993, a Igreja Ortodoxa Eritreia de Tevehedo recebeu autocefalia do Papa Shenouda III de Alexandria e foi oficialmente separada da Igreja Ortodoxa Etíope de Tevehedo.
As duas denominações cristãs ortodoxas orientais compartilham crenças, liturgia e história. O cânone bíblico tewahedo ortodoxo é comum a ambas as Igrejas, assim como a música tewahedo ortodoxa.

## Designação
Tewahedo (em gueês: ተዋሕዶ, täwaḥədo) é uma palavra ge'ez que significa "ser um" ou "unido". Esta palavra refere-se à crença ortodoxa oriental na única natureza de Cristo, isto é, a crença de que a combinação completa e natural da Natureza Divina e Humana em Uma é auto-evidente para trazer a salvação divina da humanidade. Isso contrasta com a crença nas "duas naturezas de Cristo" (natureza divina e humana não misturada, mas inseparável, chamada unidade hipostática), à qual a Igreja Católica Romana e a Igreja Ortodoxa aderem. De acordo com o artigo da Enciclopédia Católica sobre Henótico cerca de 500 bispos dos Patriarcados de Alexandria, Antioquia e Jerusalém se recusaram a aceitar a doutrina de "duas naturezas" definida pelo Concílio de Calcedônia em 451, separando-se assim do corpo principal da Igreja cristã da época, que mais tarde se dividiria em dois grupos (ortodoxos e católicos) no cisma leste-oeste de 1054, embora esse evento posterior não envolvesse visões cristológicas.
A Ortodoxia Oriental consiste na Igreja Ortodoxa Copta de Alexandria, a Igreja Apostólica Armênia, a Igreja Ortodoxa Siríaca, a Igreja Siríaca Ortodoxa Malankara, a Igreja Tewahedo Ortodoxa Etíope e a Igreja Tewahedo Ortodoxa Eritréia. São conhecidas como "não calcedônias" e, às vezes, chamadas de "monofisitas" (que significa "uma natureza", em alusão a Jesus Cristo). No entanto, essas Igrejas descrevem sua cristologia como miafisita (que significa "uma natureza" em relação a Jesus, o equivalente grego de "Tevaḫedo").